# Pygommatius lulua
Pygommatius lulua là một loài ruồi trong họ Asilidae. Pygommatius lulua được Scarbrough & Marascia miêu tả năm 2003.